# Paul Helminger
Paul Helminger (ur. 28 października 1940 w Esch-sur-Alzette, zm. 17 kwietnia 2021) – luksemburski polityk, prawnik, samorządowiec i dyplomata, deputowany krajowy, długoletni burmistrz Luksemburga.

## Życiorys
W latach 1959–1963 kształcił się w Paryżu na Sorbonie (w zakresie prawa), studiował także w Instytucie Nauk Politycznych (1960–1963). Magisterium z politologii uzyskał na Uniwersytecie Stanforda. W latach 1966–1974 pracował w dyplomacji luksemburskiej w Londynie, Helsinkach i Genewie. Zaangażował się w działalność Partii Demokratycznej. Od 1974 do 1979 był szefem gabinetu politycznego liberalnego premiera Gastona Thorna. Następnie do 1984 pełnił funkcję sekretarza stanu ds. handlu zagranicznego w rządzie Pierre’a Wernera. Od 1984 do 1989 był członkiem Izby Deputowanych. Następne pięć lat pracował w sektorze prywatnym.
W 1994 powrócił do krajowego parlamentu, reelekcję uzyskiwał w 1999, 2004 i 2009. Był członkiem Konwentu Europejskiego. Od 1987 był radnym miejskim w Luksemburgu. W 1991 wszedł w skład miejskiej egzekutywy, a w 1999 objął urząd burmistrza. Sprawował go nieprzerwanie przez 12 lat (do 2011). W następnym roku zrezygnował z mandatu poselskiego.